# Gijs Assmann
Johannes Carolus Alphonsus Maria (Gijs) Assmann (Roosendaal, 29 maart 1966) is een Nederlandse schilder en beeldhouwer. Ook is hij actief als sieraadontwerper.

## Leven en werk
Assmann studeerde van 1985 tot 1990 aan de Academie voor Kunst en Industrie in Enschede en van 1991 tot 1993 aan de Rijksakademie van beeldende kunsten in Amsterdam. In 1995 en 1997 volgde hij tevens een opleiding aan het Europees Keramisch Werkcentrum in 's-Hertogenbosch. In 1999 ontving hij de Jeanne Oosting Prijs voor aquaraleerkunst.
De kunstenaar woont en werkt in Amsterdam en is daar als docent verbonden aan de Gerrit Rietveld Academie. Ook geeft hij les op de academie ArtEZ te Arnhem.

## Enkele werken in de openbare ruimte
- Man met ezel 'Jack Ass'  (1998), Regentesseplantsoen, Gouda
- Feeërie of De Heerlijkheid (2001), Wijngaardstraat, Veere
- Het Verlangen (2003), tien vitrines in het restaurant van het Leids Universitair Medisch Centrum, Leiden - in samenwerking met Erik Mattijsen
- To go up and to go down (2005), J.C. Pleysierschool, Den Haag
- The he and the she and the is of it (2005), Beeldengalerij P. Struycken, Den Haag
- Hert en Jager (2007), Beekpark, Apeldoorn
- Getuigenis (2008), Noordersingel, Barendrecht
- Oceanisch Verlangen (2010), Doelenplein, Ede
- John Wayne (2011), Wateringse Veld, Den Haag
- Pendulum, Amsterdam

## Tentoonstellingen (selectie)
- 2014 - Kettingreacties, sieraden en fotografie van Claartje Keur, CODA, Apeldoorn

## Fotogalerij

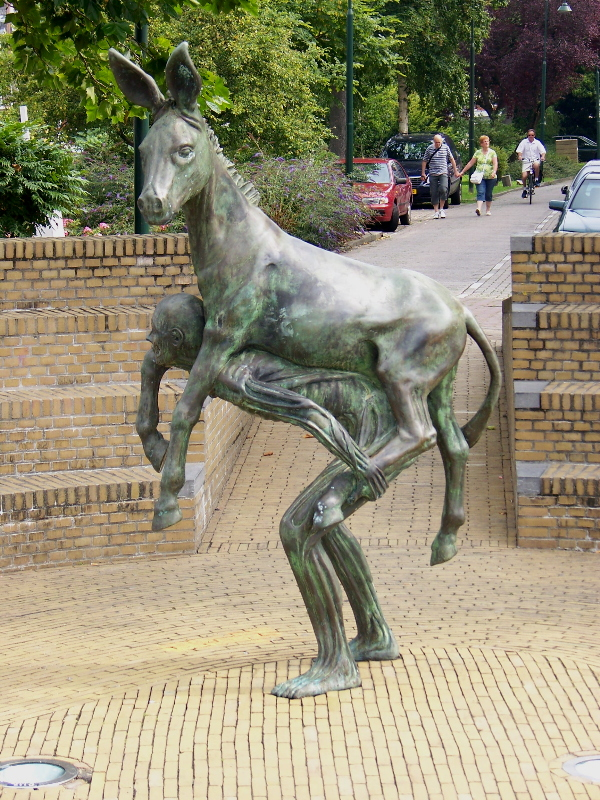
Man met Ezel 'Jack Ass' (1998), Gouda
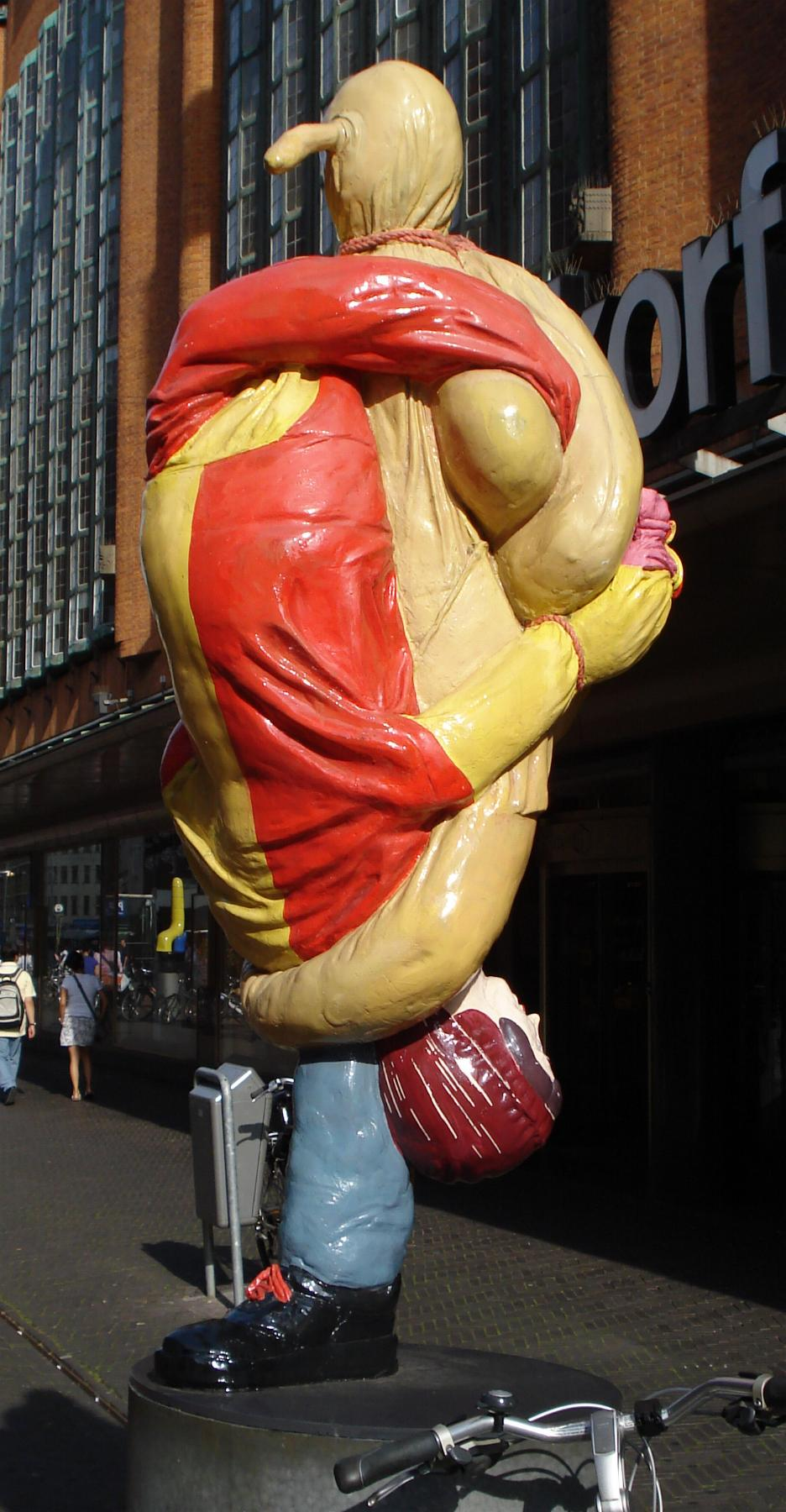
The he and the she and the is of it (2005), Den Haag
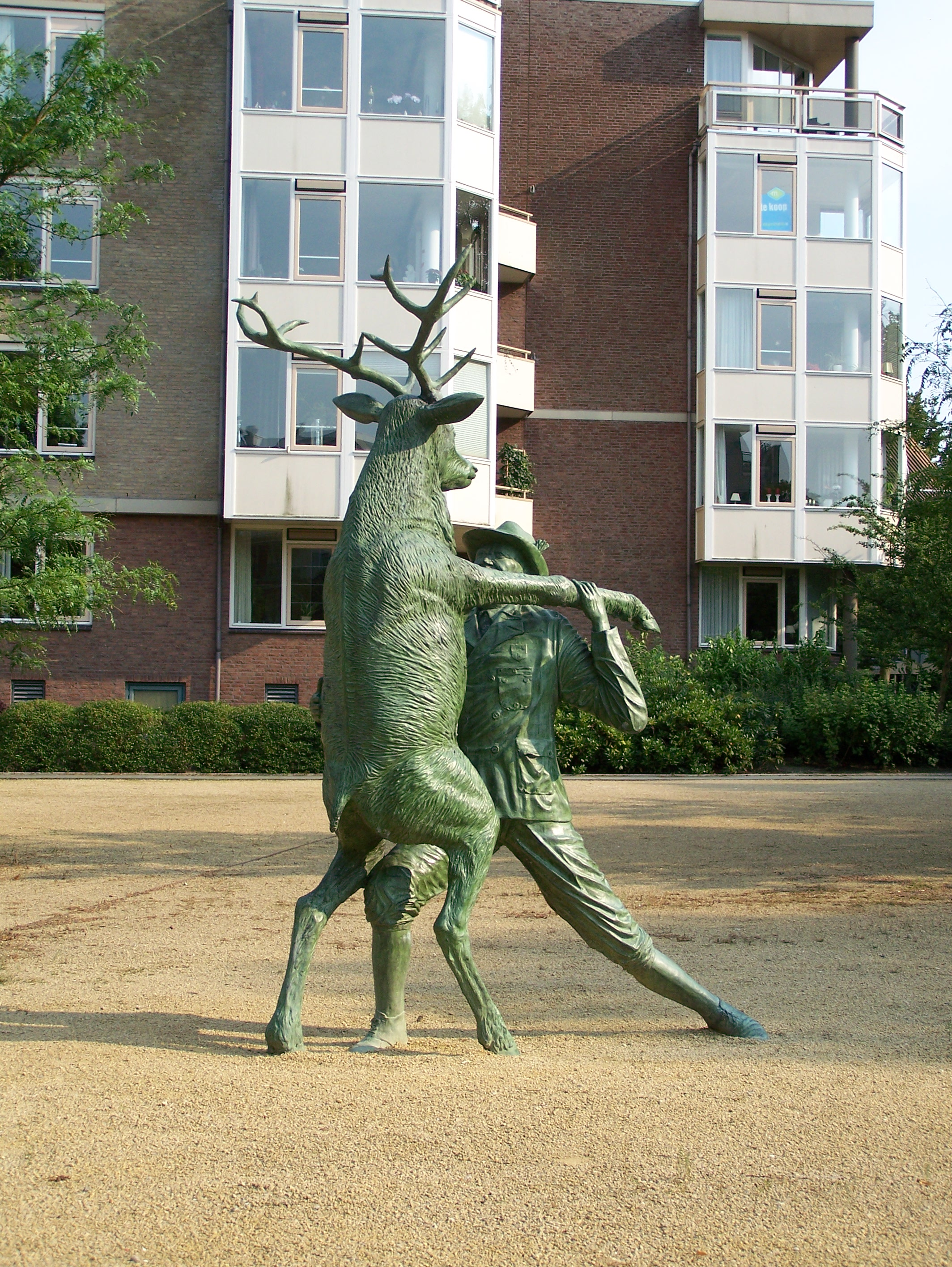
Hert en jager (2007), Apeldoorn
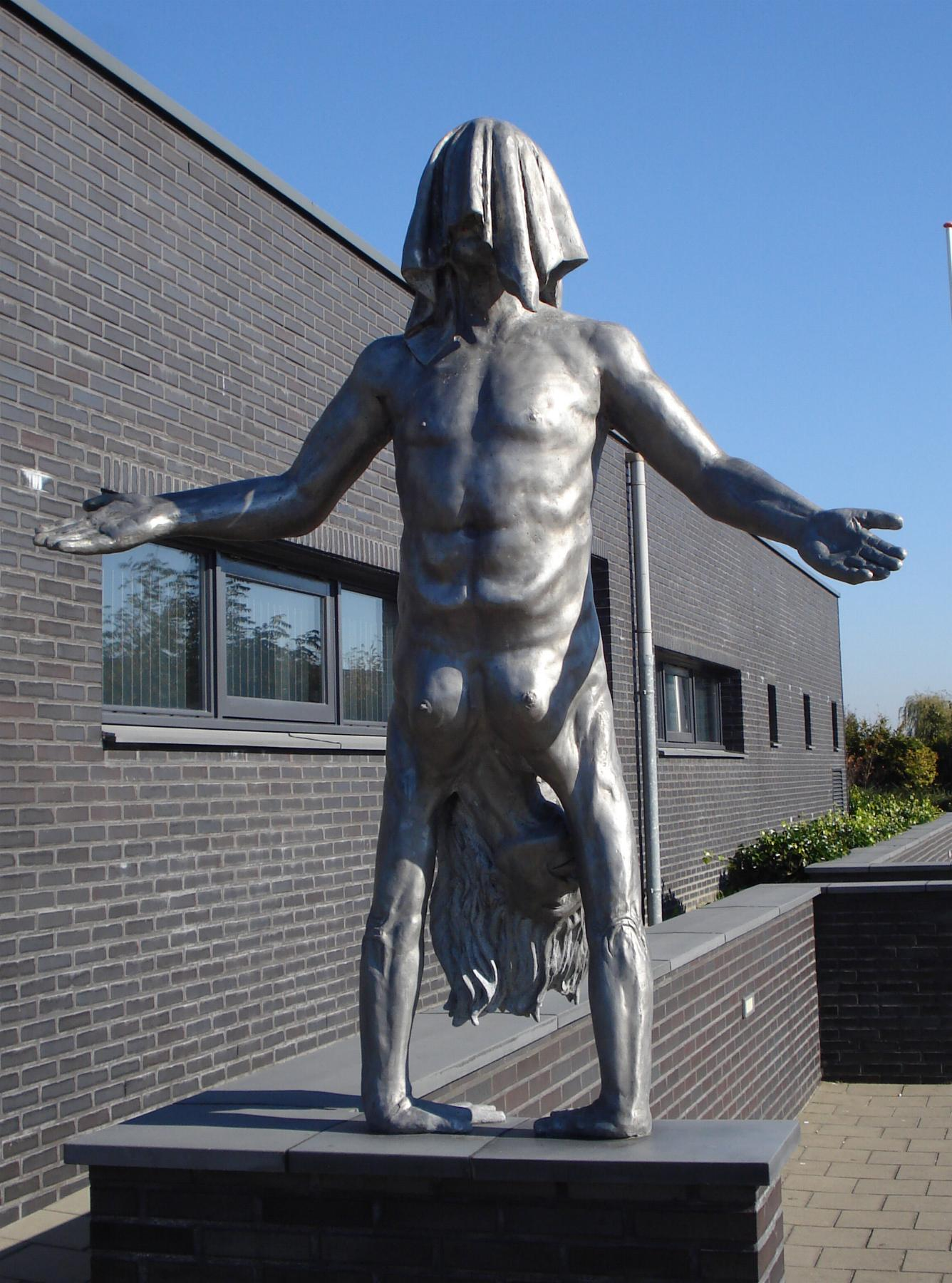
Getuigenis (2008), Barendrecht